# حصن قيدان (شبام)
'

تعديل مصدري - تعديل

حصن قيدان هي إحدى قرى عزلة شبام بمديرية شبام التابعة لمحافظة حضرموت، بلغ تعداد سكانها 19 نسمة حسب تعداد اليمن لعام 2004.